# Robert Strauss
Robert Strauss (født 8. november 1913, død 20. februar 1975) var en amerikansk teater-, tv- og filmskuespiller.